# 高内弓
高 内弓（こう の うちゆみ／ないきゅう）は、奈良時代の人物。名は内雄とも記される。姓はなし。

## 経歴
天平12年（740年）の第二次遣渤海使において、音声を学ぶために大使・大伴犬養に従って渤海に渡ったと推測される。高氏はいくつかの系統があるが、いずれも高句麗系渡来氏族であることから、内弓も高句麗系渡来氏族の一人であり、このことが高句麗の継承国と認識されていた渤海への派遣に繋がったと想定される。また、音声（おんじょう）とは音楽のことで、特に笛を中心とした渤海楽の楽器奏法だったとみられる。
天平宝字7年（763年）の第七次遣渤海使の帰国船（能登）にて、船師・板振鎌束に連れられて家族とともに日本へ帰国の途に就く。しかし、暴風に遭って針路を失い、舵取りと水手が波にさらわれて沈んでしまった。ここで鎌束は風に漂流するこの災難は、異方の婦女や常人ならざる優婆塞を乗船させているためだと主張する。そして、水手たちに命じて内弓の渤海人の妻・緑児・乳母・優婆塞の4人を捕らえて海に投げ落とさせた。しかし、なおも風の勢いは猛烈で10日余り漂流を続けたのち、ようやく隠岐国に辿り着いた。同年10月に鎌束はこの時の措置を罪に問われ、本来は斬刑になるところを、獄に入れられた。 
その後の高内弓の消息は明らかでない。なお、10年後の宝亀4年（773年）になって、第八次渤海使の大使・烏須弗が能登国に渡来するが、かつて渤海で音声を学んで日本に帰ったとされる内雄（高内弓）の安否を確認することが遣使の名目である旨を述べている。このことから、高内弓が渤海楽を学んで日本に帰国したことを渤海が重要視していたことが想定される。さらには、これまで日本側が認識していた日本・渤海間の名分関係（日本を上位とする兄弟・君臣関係）に反して、烏須弗は渤海・日本を兄弟と称し、続けて高内弓の音声学問に言及していることから、まさに兄弟のように渤海が日本に音声を教えるという、渤海側の自意識が窺われる。

## 系譜
『続日本紀』による。
- 父：不詳
- 母：不詳
- 妻：高氏
  - 女子：（?-763）
- 生母不詳の子女
  - 男子：高広成